# Joseph Marie Piétri
Joseph Marie Piétri (Sartene, 25 febbraio 1820 – Sartene, 4 gennaio 1902) è stato un politico francese.

## Biografia
Avvocato, fu favorevole alla Rivoluzione del febbraio 1848. Nominato sotto-prefetto di Argentan, aderì al bonapartismo e divenne sotto-prefetto di Brest, poi prefetto dell'Ariège, dello Cher e dell'Hérault. Nominato infine prefetto del Nord, divenne prefetto di polizia di Parigi il 21 febbraio 1866. Quell'anno ottenne la legion d'onore e dimostrò molto zelo nella repressione della dissidenza politica.
Alla caduta dell'Impero, raggiunse Napoleone III in Inghilterra. Tornò in Francia nel 1872 e nel 1873 ottenne la pensione, benché non avesse i requisiti, grazie a un apposito decreto di Adolphe Thiers, e continuò a far politica nelle file bonapartiste.
Consigliere generale della Corsica, fu eletto al Senato il 22 giugno 1879, sedendo a destra nel gruppo dell'Appel au peuple. Si espresse contro la legge sulle congregazioni religiose e contro il ristabilimento del divorzio. Nel 1885 non fu rieletto.